# Board support package
Pour les articles homonymes, voir BSP.
Un Board Support Package ou BSP est un logiciel bas niveau de support de cartes mères, c'est-à-dire entre l'OS et la carte mère, dans le domaine de l'informatique embarquée.

Par exemple, Linaro construit le BSP pour les processeurs ARM.
SHAI sera l'interface standardisée entre le système d'exploitation Symbian, et les BSP supportant différents matériels.